# シェリル・クロウ (アルバム)
『シェリル・クロウ』（Sheryl Crow）は、アメリカ合衆国のシンガーソングライター、シェリル・クロウが1996年に発表した2作目のスタジオ・アルバム。

## 解説
クロウ自身のプロデュースによりレコーディングされ、「ハード・トゥ・メイク・ア・スタンド」と「オー・マリー」では、ミッチェル・フルームがアシスタント・プロデューサーとしてクレジットされている。前作『チューズデイ・ナイト・ミュージック・クラブ』（1993年）で一部楽曲のソングライティングに関わったジェフ・トロットが、本作では曲作りおよび演奏の中心を担った。
本作のレコーディング中の1996年3月、クロウはヒラリー・クリントンと共にボスニアを訪れており、帰国直後、その経験を元に「救いの日」を作った。「ラヴ・イズ・ア・グッド・シング」は、歌詞の中に「ウォルマートで買った銃で殺し合う」という内容のフレーズがあるため、ウォルマートは本作の販売を拒否した。
本作はグラミー賞で最優秀ロック・アルバム賞を受賞し、本作からのシングル・ヒット曲「イフ・イット・メイクス・ユー・ハッピー」は最優秀女性ロック・ボーカル・パフォーマンス賞を受賞した。『エンターテインメント・ウィークリー』誌の2008年6月27日号で選出された、1983年から2008年のベスト・アルバム100では39位に達した。
『ローリング・ストーン』誌の「歴代最高のアルバム500選」に選ばれている。

## 収録曲
1. メイビー・エンジェルス - Maybe Angels (Sheryl Crow, Bill Bottrell) - 4:56
2. ア・チェンジ - A Change Would Do You Good (S. Crow, Jeff Trott, Brian MacLeod) - 3:50
3. ホーム - Home (S. Crow) - 4:51
4. スウィート・ロザリン - Sweet Rosalyn (S. Crow, J. Trott) - 3:58
5. イフ・イット・メイクス・ユー・ハッピー - If It Makes You Happy (S. Crow, J. Trott) - 5:23
6. 救いの日 - Redemption Day (S. Crow) - 4:27
7. ハード・トゥ・メイク・ア・スタンド - Hard to Make a Stand (S. Crow, B. Bottrell, Todd Wolfe, R.S. Bryan) - 3:07
8. エヴリデイ・イズ・ア・ワインディング・ロード - Everyday Is a Winding Road (S. Crow, B. MacLeod, J. Trott) - 4:16
9. ラヴ・イズ・ア・グッド・シング - Love Is a Good Thing (S. Crow, Tad Wadhams) - 4:43
10. オー・マリー - Oh Marie (S. Crow, J. Trott, B. Bottrell) - 3:30
11. スーパースター - Superstar (S. Crow, J. Trott) - 4:58
12. ザ・ブック - The Book (S. Crow, J. Trott) - 4:34
13. オーディナリー・モーニング - Ordinary Morning (S. Crow) - 3:55

### 日本盤ボーナス・トラック
1. サッド・サッド・ワールド - Sad Sad World (S. Crow, J. Trott, B. MacLeod) - 4:05
2. フリー・マン - Free Man (S. Crow) - 3:20

### ヨーロッパ盤ボーナス・トラック
1. Sad Sad World (S. Crow, J. Trott, B. MacLeod) - 4:05
2. Hard To Make A Stand (Alternate Version) (S. Crow, B. Bottrell, Todd Wolfe, R.S. Bryan) - 3:30

## 参加ミュージシャン
- シェリル・クロウ - ボーカル、アコースティック・ギター、ピアノ、エレクトリックピアノ、オルガン、ハーモニウム、ベース、モーグ・ベース
- ジェフ・トロット - ギター
- トッド・ウルフ - ギター
- スティーヴ・ドネリー - ギター
- R.S.ブライアン - ギター
- ミッチェル・フルーム - キーボード、ハーモニウム
- デイヴィー・ファラガー - ベース
- ダン・ロスチャイルド - ベース
- タッド・ワダムス - ベース
- アンダース・ランドブラッド - ベース
- ブライアン・マクロード - ドラムス
- マイケル・アーバノ - ドラムス、スネアドラム
- ピート・トーマス - ドラムス、パーカッション
- ウォリー・イングラム - ドラムス、ジャンベ
- ジム・ケルトナー - ドラムス
- スティーヴ・バーリン - サックス
- ボブ・スチュワート - ホーン
- カーティス・フォウルクス - ホーン
- デイヴ・ダグラス - ホーン
- ジョシュ・ローズマン - ホーン
- ジェーン・スカルパントーニ - ストリングス
- ニール・フィン - バッキング・ボーカル